# Station Bridlington
Bridlington is een spoorwegstation van National Rail in Bridlington in East Riding of Yorkshire in Engeland. Het station is eigendom van Network Rail en wordt beheerd door Northern Rail. 

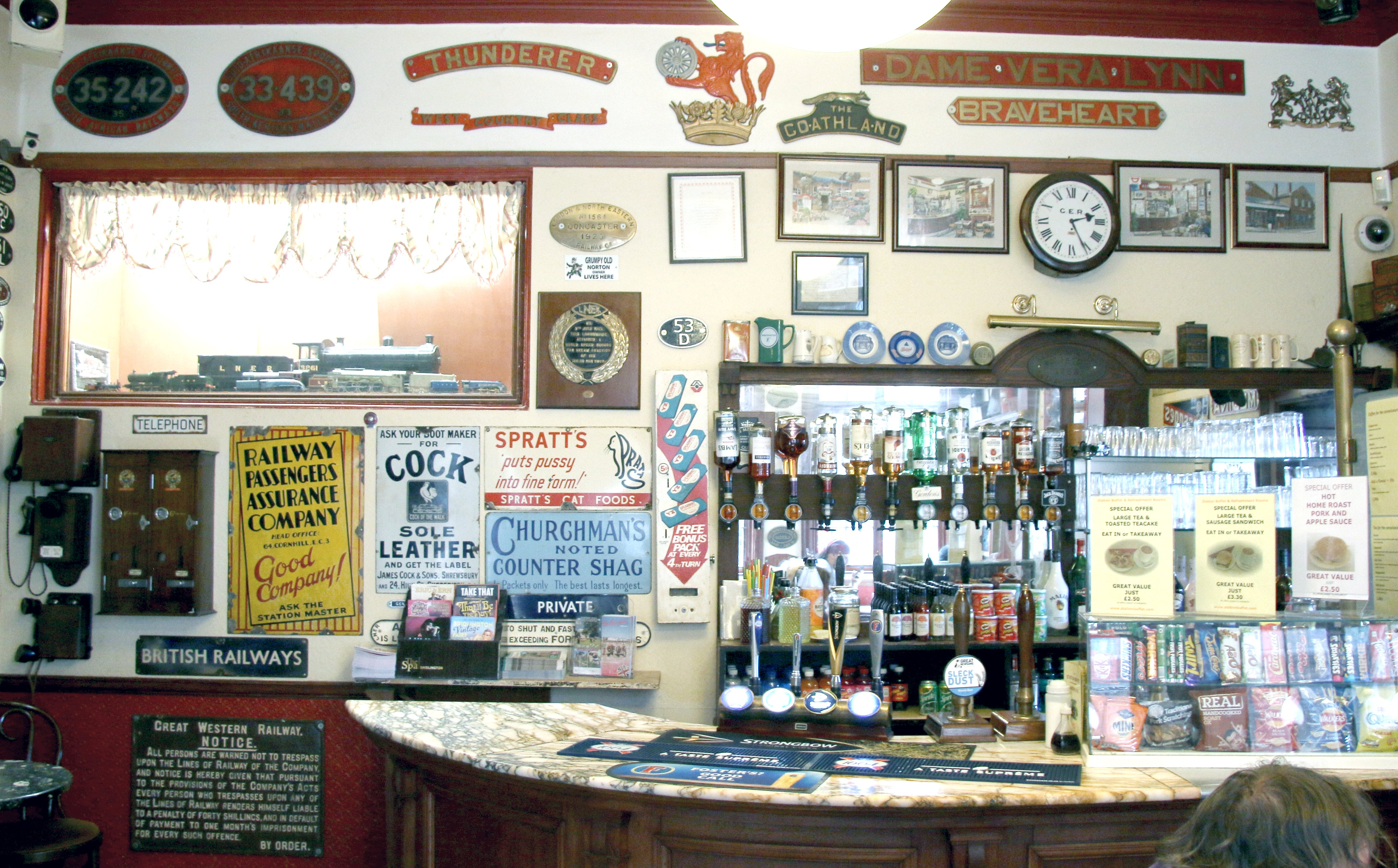
Stationsbuffet